# San Martín, La Perla
San Martín är en ort i Mexiko.   Den ligger i kommunen La Perla och delstaten Veracruz, i den sydöstra delen av landet, 220 km öster om huvudstaden Mexico City. San Martín ligger 2 109 meter över havet och antalet invånare är 181.
Terrängen runt San Martín är kuperad österut, men västerut är den bergig. Runt San Martín är det ganska tätbefolkat, med 155 invånare per kvadratkilometer. Närmaste större samhälle är Orizaba, 12,9 km söder om San Martín. I omgivningarna runt San Martín växer huvudsakligen savannskog.